# ماکسیمیلیان هاس
ماکسیمیلیان هاس (Maximilian Haas)، بازیکن اهل کشور آلمان و بازیکن تیم بایرن مونیخ میباشد.
وی متولد 7 دسامبر ۱۹۸۵ در فرایزینگ میباشد.